# Miconia ecostata
Miconia ecostata är en tvåhjärtbladig växtart som först beskrevs av William Townsend Aiton, och fick sitt nu gällande namn av Robert Sweet och José Jéronimo Triana. Miconia ecostata ingår i släktet Miconia och familjen Melastomataceae. Inga underarter finns listade i Catalogue of Life.